# Facharzt für Innere Medizin und Rheumatologie
Facharzt für Innere Medizin und Rheumatologie, auch Rheumatologe/Rheumatologin, ist in Deutschland die offizielle Bezeichnung für einen Facharzt, der sich auf die ärztliche Tätigkeit im Bereich Rheumatologie des Gebietes Innere Medizin spezialisiert hat.

## Gebietsdefinition Innere Medizin
Nach der deutschen Muster-Weiterbildungsordnung 2018 umfasst das Gebiet Innere Medizin die Vorbeugung, (Früh-)Erkennung, konservative und interventionelle Behandlung sowie Rehabilitation und Nachsorge der Gesundheitsstörungen einschließlich geriatrischer Krankheiten und Erkrankungen der Atmungsorgane, des Herzens und Kreislaufs, der Verdauungsorgane, der Nieren und ableitenden Harnwege, des Blutes und der blutbildenden Organe, des Gefäßsystems, des Stoffwechsels und der inneren Sekretion, des Immunsystems, des Stütz- und Bindegewebes, der Infektionskrankheiten und Vergiftungen sowie der soliden Tumore und der hämatologischen Neoplasien. Das Gebiet umfasst auch die Gesundheitsförderung und die Betreuung unter Berücksichtigung der somatischen, psychischen und sozialen Wechselwirkungen und die interdisziplinäre Koordination der an der gesundheitlichen Betreuung beteiligten Personen und Institutionen.

## Facharzt-Weiterbildung Innere Medizin und Rheumatologie
Um in Deutschland als Facharzt für Innere Medizin und Rheumatologie tätig werden zu können, muss nach dem Abschluss eines Medizinstudiums und erteilter Approbation als Arzt
- eine mindestens 72 Monate dauernde Weiterbildung Monate im Gebiet Innere Medizin an zugelassenen Weiterbildungsstätten absolviert werden, davon müssen abgeleistet werden:
- 36 Monate in Innerer Medizin und Rheumatologie
  - davon 24 Monate in der stationären Patientenversorgung,
- 24 Monate in mindestens zwei verschiedenen Facharztkompetenzen des Gebiets Innere Medizin,
- 6 Monate in der Notfallaufnahme,
- 6 Monate in der Intensivmedizin.[1]

Bei der Anmeldung zur Weiterbildungsprüfung müssen der zuständigen Ärztekammer sämtliche Nachweise über die erfüllten Mindestanforderungen vorgelegt werden. Dazu gehören auch die Logbuch-Dokumentationen über alle durch die MWBO vorgegebenen Inhalte der Weiterbildung. Zur Weiterbildungsprüfung muss man darlegen, dass man über die entsprechenden Kenntnisse, Erfahrungen und Fertigkeiten im Fach verfügt.
Die Inhalte der Facharzt-Weiterbildungen im Gebiet Innere Medizin / Facharzt/Fachärztin für Innere Medizin (Rheumatologe/Rheumatologin) sind in der Muster-Weiterbildungsordnung festgeschrieben.

## Inhalte der Weiterbildung
Zur Weiterbildungsprüfung muss dargelegt werden können, dass man Kenntnisse, Erfahrungen und Fertigkeiten unter anderem in folgenden Bereichen erlangt hat:

### Spezifische Inhalte der Facharzt-Weiterbildung Innere Medizin und Rheumatologie
- Rheumatologie
  - Differentialdiagnose, Therapieoptionen, Langzeitbetreuung und Rehabilitation entzündlich-rheumatischer Gelenkerkrankungen, inflammatorischer/immunologischer

Systemerkrankungen, insbesondere Kollagenosen, Vaskulitiden, autoinflammatorische Syndrome, Immundefekte und ihre Komorbiditäten 
- Transition im Kontext der zugrunde liegenden Erkrankung
- Rheumatische Systemerkrankungen
  - Therapiesteuerung anhand diagnosespezifischer Funktions- und Aktivitätsindizes bei rheumatischen und entzündlich-systemischen Erkrankungen
- Stoffwechselbedingte, kristall-induzierte und endokrine rheumatische Krankheiten und Osteopathien
  - Mitbehandlung von endokrinen und metabolischen Erkrankungen mit rheumatischer Symptomatologie
  - Diagnostik und konservative Therapie sowie Langzeitbetreuung von Kristallarthropathien sowie der Osteoporose und Osteomalazie
- Degenerative rheumatische und muskuloskelettale Erkrankungen
  - Therapieoptionen bei degenerativen rheumatischen und muskuloskelettalen Erkrankungen
- Rheumatologisch bedingte Infektionen
  - Diagnostik und konservative Therapie von rheumatologischen Gelenk- und Weichteilinfektionen
  - Prophylaxe und Behandlung von Infektionen unter immunmodulatorischen oder immunsuppressiven Therapien
- Fibromyalgie und rheumatische Schmerz-Syndrome
  - Behandlung von Fibromyalgie und Schmerz-Syndromen am Bewegungssystem
- Multimodales Therapiekonzept
  - Medikamentöse Therapie zur Distanzierung von Schmerzen bei rheumatischen und muskuloskelettalen Erkrankungen
  - Einleitung, Verordnung und Steuerung physikalischer und funktioneller Behandlung
  - Einleitung, Verordnung und Überwachung der Hilfsmittelversorgung
  - Patientenberatung und -schulung
  - Indikationsstellung und Einleitung psychotherapeutischer Interventionen
  - Strukturierte Schulungsprogramme bei rheumatischen und muskuloskelettalen Erkrankungen
- Rehabilitation
  - Indikationsstellung und Einleitung von Leistungen zur Rehabilitation, Verordnung von Nachsorgeleistungen, Einleitung und Steuerung der stufenweisen Wiedereingliederung
- Rheumatologische Labordiagnostik
  - Differenzierte Indikationsstellung, Durchführung und Befunderstellung von Laboruntersuchungen zur Diagnostik und zum Monitoring von rheumatischen und muskeloskelettalen Erkrankungen
  - Durchführung und Befundinterpretation der serologischen und/oder molekularbiologischen Untersuchung von genetischen Markern, insbesondere humane Leukozytenantigen (HLA)-Merkmale
  - Mikroskopische Untersuchung von Gelenkflüssigkeit auf zelluläre und kristalline Bestandteile
- Bildgebende Verfahren
  - Sonographie des Bewegungsapparates einschließlich Farbdopplersonographie
  - Duplex-Sonographie zur Akutdiagnostik der Vaskulitiden
  - Indikationsstellung und Befundinterpretation weiterer bildgebender Verfahren
  - Indikation, Durchführung und Befunderstellung der Osteodensitometrie mit Doppelröntgenabsorptiometrie (DEXA)
  - Kapillarmikroskopie
- Interventionen
  - Intra- und periartikuläre Punktionen, Injektionen und/oder Infiltrationen
  - Immunmodulatorische und immunsuppressive Behandlungen einschließlich Infusionsbehandlung
- Strahlenschutz.[1]

Die Inhalte der Musterweiterbildungsordnung sind allerdings nur eine Empfehlung für die rechtsverbindlichen Weiterbildungsordnungen der Landesärztekammern, die hiervon abweichende Regelungen treffen können.

## Zusatzweiterbildungen
Angiologen und Angiologinnen haben die Möglichkeit, sich durch Zusatz-Weiterbildung weiter zu qualifizieren.
Dies betrifft Zusatz-Weiterbildungen, 
- die von allen Fachärzten, sowie von Ärzten ohne abgeschlossene Facharztweiterbildung erworben können und solche
- die Fachärzten der Gebiete der unmittelbaren Patientenversorgung vorbehalten sind